# Ennery, Val-d'Oise
Ennery är en kommun i departementet Val-d'Oise i regionen Île-de-France i norra Frankrike. Kommunen ligger i kantonen La Vallée-du-Sausseron som tillhör arrondissementet Pontoise. År 2022 hade Ennery 2 313 invånare.

## Befolkningsutveckling
Antalet invånare i kommunen Ennery
| Referens: INSEE |